# Scopula straminea
Scopula straminea är en fjärilsart som beskrevs av Louis Beethoven Prout 1926. Scopula straminea ingår i släktet Scopula och familjen mätare. Inga underarter finns listade.